# Stolonica vesicularis
Stolonica vesicularis is een zakpijpensoort uit de familie van de Styelidae. De wetenschappelijke naam van de soort is voor het eerst geldig gepubliceerd in 1918 door Van Name.